# Abgar Howakimian
Abgar (imię świeckie Samwel Howakimian, ur. 23 lipca 1972 w Batumi) – duchowny Apostolskiego Kościoła Ormiańskiego, od 2014 biskup Kanady (Katolikosatu Eczmiadzyńskiego).

## Życiorys
Święcenia kapłańskie przyjął 2 czerwca 1996. Sakrę biskupią otrzymał 16 listopada 2014.